# Промышленный образец
Промышленный образец — объект интеллектуальных прав, относящийся к внешнему виду, дизайну и эргономическим свойствам изделия промышленного или кустарно-ремесленного производства. Условиями патентоспособности промышленного образца являются новизна и оригинальность.

## В России
Согласно четвёртой части ГК РФ, промышленный образец является объектом патентного права. Промышленному образцу предоставляется правовая охрана, если он является новым и оригинальным. Под новизной имеется в виду новизна совокупности его существенных признаков («определяющие эстетические и (или) эргономические особенности внешнего вида изделия, в частности форма, конфигурация, орнамент и сочетание цветов»). Оригинальность означает, что «существенные признаки промышленного образца обусловлены творческим характером особенностей изделия».
Не предоставляется правовая охрана в качестве промышленного образца:
- «решениям, обусловленным исключительно технической функцией изделия;
- объектам архитектуры (кроме малых архитектурных форм), промышленным, гидротехническим и другим стационарным сооружениям;
- объектам неустойчивой формы из жидких, газообразных, сыпучих или им подобных веществ».[1]

Экспертиза заявок на промышленные образцы является проверочной, то есть помимо проверки на наличие формальных недостатков (формальная экспертиза) проводится проверка соответствия заявленного дизайна всем условиям патентоспособности (экспертиза по существу). Возможность отложения экспертизы по существу не предусматривается (экспертиза по существу начинается сразу по завершении формальной экспертизы). Публикация сведений о заявке до выдачи патента также не предусмотрена. Средний срок рассмотрения заявки составляет 12 месяцев, считая с даты подачи правильно оформленной заявки до публикации сведений о выдаче патента в официальном бюллетене.

### Патентные права

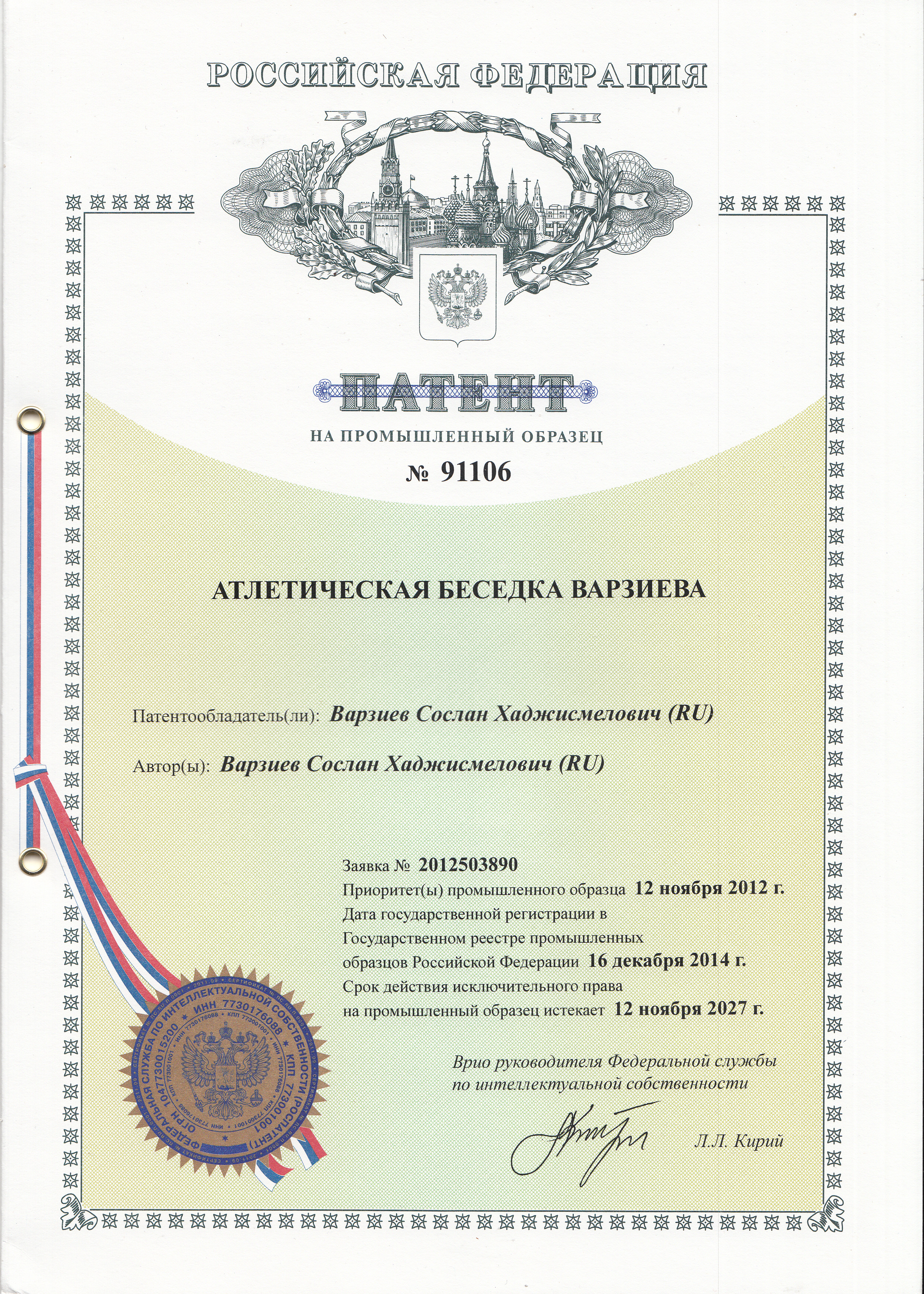
Патент на промышленный образец

Права на промышленный образец регулируются патентным законодательством. Права на промышленный образец возникают при его государственной регистрации. Документом, подтверждающим право на промышленный образец является патент. Патент на промышленный образец действует 5 лет; срок действия патента может быть продлён на 5 лет неоднократно, но не более чем на 25 лет действия.
Автором промышленного образца, признается гражданин, творческим трудом которого создано изобретение.
Автору промышленного образца принадлежат нижеследующие права.
- Исключительное право — право правообладателя по своему усмотрению разрешать или запрещать другим лицам использовать промышленный образец в соответствии с условиями, определяемыми лицензионным договором. Использование промышленного образца без согласия правообладателя влечет ответственность, установленную ГК РФ и другими законами РФ.
- Право авторства — право признаваться автором промышленного образца. Право авторства неотчуждаемо и непередаваемо, в том числе при передаче другому лицу или переходе к нему исключительного права на промышленный образец и при предоставлении другому лицу права на его промышленный образец.[4]

### Распоряжение патентными правами
- Договор об отчуждении исключительного права на промышленный образец

«По договору об отчуждении исключительного права на изобретение, полезную модель или промышленный образец (договор об отчуждении патента) одна сторона (патентообладатель) передает или обязуется передать принадлежащее ей исключительное право на соответствующий результат интеллектуальной деятельности в полном объеме другой стороне — приобретателю исключительного права (приобретателю патента).»
- Открытая лицензия на промышленный образец

«Патентообладатель может подать в федеральный орган исполнительной власти по интеллектуальной собственности заявление о возможности предоставления любому лицу права использования промышленного образца (открытой лицензии).
В этом случае размер патентной пошлины за поддержание патента на промышленный образец в силе уменьшается на пятьдесят процентов начиная с года, следующего за годом публикации федеральным органом исполнительной власти по интеллектуальной собственности сведений об открытой лицензии.»

## На Украине
Объектами промышленного образца являются форма, рисунок, раскраска или их комбинация, которые определяют внешний вид промышленного изделия и предназначены для удовлетворения эстетических или эргономических потребностей. На практике Укрпатент регистрирует и те промышленные образцы, которые не относятся к промышленным изделиям, но нашли своё отражение в Локарнской классификации: интерьеры, интерфейсы компьютерных программ и т. п. Также украинские ученые подчеркивают, что институт промышленных образцов предназначен для охраны только дизайнерских решений, а эргономические решения должны охраняться изобретательским правом, поскольку направлены на достижение технического результата и не подчиняются эстетическим критериям.
Промышленному образцу предоставляется правовая охрана, если он удовлетворяет критерию мировой новизны. Такие критерии, как оригинальность или промышленная применимость, в украинском законодательстве не применяются. Промышленный образец признается новым, если совокупность его существенных признаков не стала общедоступной в мире до даты подачи заявки в Ведомство, а если заявлен приоритет, — до даты её приоритета.
На Украине не проводится проверочная экспертиза (экспертиза по сути) заявок на промышленные образцы. Патент выдается лишь формальной экспертизы под ответственность заявителя.

## В США
В США, промышленные образцы охраняются «патентами на дизайн» (design patent) и выдаются с 1890 года. Охране подлежат форма, конфигурация и декоративные элементы поверхности изделия. Область применения почти не ограничена: существуют патенты на дизайн архитектурных решений, одежды, шрифтов и даже компьютерных значков.
Патент на дизайн действует 14 лет.

## В Европейском союзе
В странах ЕС, промышленные образцы охраняются через механизм «дизайнов Сообщества» (Community Designs). Под дизайном имеется в виду форма, цвет, контуры, текстуры, декоративные элементы, выбор материалов изделия. Дизайну предоставляется правовая охрана, если он новый и имеет индивидуальный характер (то есть если общее впечатление от дизайна отличается от общего впечатления от существующих дизайнов). Не охраняются решения, обусловленные исключительно технической функцией изделия или механическими соединениями с другими изделиями.
Официально зарегистрированный «дизайн Сообщества» охраняется до 25 лет.

## Источник
1. 1 2 3 4  Статья 1352. Условия патентоспособности промышленного образца
2. ↑  Статья 1363. Сроки действия исключительных прав на изобретение, полезную модель и промышленный образец
3. ↑  Статья 1345. Патентные права
4. ↑  См.: Статья 1356. Право авторства на изобретение, полезную модель или промышленный образец
5. ↑  Статья 1365. Договор об отчуждении исключительного права на изобретение, полезную модель или промышленный образец
6. ↑  Статья 1368. Открытая лицензия на изобретение, полезную модель или промышленный образец
7. ↑  Федоров А. А. Правова охорона дизайнерських рішень в Україні: монографія / А. А. Федоров. — Одеса : Бахва, 2015. — 172 с.
8. ↑  Patent USA № D20001 от июля 1890 года